# TC-A68
TC-A68 – samolot akrobacyjny, proponowany na V Mistrzostwa Świata w Akrobacji Samolotowej w 1968 roku w Magdeburgu (NRD), opracowany w latach 1966/67 w Instytucie Lotnictwa przez mgr.inż. Tadeusza Chylińskiego. Projekt powstał w dwóch wersjach: zawodniczej TC-A68M i treningowej TC-A68T.

## Historia
Inspiracją do budowy samolotu akrobacyjnego stał się brak zadowalających wyników polskiej reprezentacji w Mistrzostwach Świata w Akrobacji Samolotowej w Moskwie w 1966 roku, gdzie przyczynę niepowodzenia upatrywano w przestarzałym sprzęcie (Zlin 126 z okresu 1952-1955) oraz potrzeba stworzenia rodzimej konstrukcji, która zapewniałaby dalszą perspektywę rozwoju przed każdymi następnymi Mistrzostwami Świata, jak również uniezależnienia się od importu samolotów w całości. Samolot miał być także przeznaczony do wysokiego wyczynu w akrobacji oraz do treningu w wyższym pilotażu dla wyszkolonych i zaawansowanych pilotów w aeroklubach. Proponowano budowę samolotu w Zakładach Remontowych Aeroklubu PRL w Krośnie, które według konstruktora pod względem doświadczenia w budowie sprzętu lotniczego i kwalifikacji personelu oraz pod względem wyposażenia dawałoby rękojmię szybkiej i prawidłowej realizacji budowy samolotu. Konstrukcja samolotu była dopasowana do możliwości Zakładu. Projekt przewidywał początkowo budowę 3 samolotów do lotu oraz 1 do prób wytrzymałościowych. Do napędu miał być zastosowany amerykański silnik Lycoming GO-435-C2. Propozycje z dokładnym opisem oraz podaniem charakterystyk lotnych i harmonogramu prac przedstawiono Zarządowi Aeroklubu PRL. Do końca 1967 roku Aeroklub PRL nie podjął decyzji co do budowy samolotu.

## Konstrukcja
- Kadłub – konstrukcji półskorupowej ze stopów aluminium o małej ilości wręg. Przejścia kadłub-skrzydło oraz kadłub-usterzenie miały być wykonane z lekkich laminatów. Dla kontroli i konserwacji układów sterowania były przewidziane w pokryciu kadłuba odpowiednie wzierniki. Odsuwana do tyłu limuzyna z przesuwanymi po obu stronach okienkami, miała być zaopatrzona w mechanizm zrzutu awaryjnego. Przyrządy pokładowe, zamontowane w bloku stanowić miały zespół łatwo wymienny w całości. Podłoga w kabinie konstrukcji typu sandwich z przekładką. Przewidziane wyłożenie wnętrza kabiny tapicerką.
- Skrzydło niedzielone na całej rozpiętości miało być montowane do kadłuba od spodu na 4 sworznie. Obrys skrzydła prostokątno-trapezowy. Konstrukcja skrzydła drewniana. Skrzydło zaopatrzone w metalowe klapy krokodylowe oraz lotki typu Fryzego, całkowicie wyważone masowo. Dwa zbiorniki paliwa o pojemności ok. 60 l miały się mieścić w kesonie przednim, po obu stronach kadłuba. Wersja treningowa TC-A68T mgła być zaopatrzona w dodatkowy zbiornik opadowy, umieszczony za przegrodą ogniową o pojemności 70l.
- Usterzenia miały być konstrukcji drewnianej. Ster wysokości i ster kierunku częściowo skompensowane aerodynamicznie oraz całkowicie wyważone masowo. Stery kryte częściowo płótnem. Ster wysokości zaopatrzony w klapkę wyważającą, sterowaną przez pilota.

- Podwozie stałe z kółkiem ogonowym. Podwozie główne jednogoleniowe miało być mocowane do skrzydła i zaopatrzone w amortyzacje olejowo-powietrzną oraz w hydrauliczne hamulce, działające na dwa koła razem lub indywidualnie.

## Napęd
Projekt zakładał zastosowanie amerykańskiego silnika Lycoming GO-435-C2 ze śmigłem constans-speed Aeromatic F-200H-0-93 o mocy nominalnej 240 KM i pięciominutowej mocy startowej 260 KM. Silnik ten to sześciocylindrowy boxer o małych gabarytach, małym ciężarze, charakteryzującym się małą powierzchnią oporu szkodliwego. Cena tego importowanego zespołu napędowego, silnik-śmigło w owym czasie mieściła się w granicach 4000 dolarów.

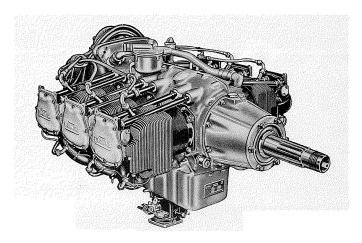
Silnik lotniczy Lycoming GO-435-C2